# Pitlochry
 (janvier 2018).
Si vous disposez d'ouvrages ou d'articles de référence ou si vous connaissez des sites web de qualité traitant du thème abordé ici, merci de compléter l'article en donnant les références utiles à sa vérifiabilité et en les liant à la section « Notes et références ».
Pitlochry est un burgh, entité administrative autonome, de 2 776 habitants, située sur la rivière Tummel, dans le Perthshire en Écosse.
Pitlochry (/pɪtˈlɒxri/ ; gaélique écossais : Baile Chloichridh ou Baile Chloichrigh) est une ville de la région du conseil de Perth et Kinross en Écosse. Elle fait historiquement partie du comté de Perthshire, et compte 2 776 habitants, selon le recensement de 2011.
C'est en grande partie une ville victorienne, qui s'est développée en une station touristique après la visite de la reine Victoria et du prince Albert en 1842, qui ont acheté un domaine des Highlands à Balmoral, et l'arrivée du chemin de fer en 1863. Elle reste aujourd'hui une station touristique populaire et est particulièrement connue pour son Pitlochry Festival Theatre, son échelle à saumons et comme centre de randonnée en montagne, entouré de montagnes telles que Ben Vrackie et Schiehallion. Elle est populaire comme base pour les vacances en autocar. La ville a conservé de nombreux bâtiments victoriens en pierre, et la rue principale possède un auvent en fonte d'époque inhabituel sur un côté.

## Histoire
Pitlochry aujourd'hui date en grande partie de l'époque victorienne, bien que les zones connues sous le nom de Moulin et Port-na-craig soient beaucoup plus anciennes. L'histoire rapporte que Moulin Kirk a été accordé par le Comte d'Atholl à l'Abbaye de Dunfermline en 1180 et que Moulin est devenu un bourg de baronie en 1511. Port-na-craig était le site du premier ferry sur la rivière Tummel, qui a fonctionné jusqu'à la construction de la passerelle suspendue en 1913. La construction entre ces deux communautés séparées a suivi la construction de la route militaire vers le nord au XVIIIe siècle, qui suivait le tracé de l'actuelle rue principale. L'école paroissiale de Moulin a été fréquentée par Alexander MacKenzie (1822-1892), le deuxième Premier ministre du Canada. Cette école "Blairmount" est maintenant exploitée comme une location de vacances de luxe.
En 1842, la reine Victoria a visité le Perthshire lors d'une de ses grandes tournées et son opinion favorable de la région a permis à la ville d'être plus largement remarquée. Après la construction de sa gare ferroviaire en 1863, Pitlochry est devenue une destination privilégiée des touristes.
Robert Louis Stevenson a séjourné au Fishers Hotel en juin 1881 avec sa femme Fanny et sa mère. Le groupe a ensuite déménagé à Kinnaird Cottage dans le Moulin voisin. C'est là que Stevenson a travaillé sur Janet la revenante, Les Gais Lurons et Le Voleur de cadavres.
En 1947, Pitlochry est devenu un bourg. Cette année-là a également vu le début de la construction d'un barrage dans le cadre du projet d'énergie hydroélectrique de Tummel. Le barrage et son échelle à poissons sont aujourd'hui une attraction touristique populaire. Le barrage de la rivière a créé un loch artificiel, Loch Faskally, mais a inondé une grande zone au nord de la ville, y compris l'ancien parc récréatif, qui a été déplacé à son emplacement actuel. Le nouveau conseil du bourg a adopté la salle publique locale comme hôtel de ville de Pitlochry peu après sa formation.
À partir des années 1960, Sir Robert Watson-Watt, inventeur du radar, et sa femme, Dame Katherine Jane Trefusis Forbes, directrice de la Women's Auxiliary Air Force pendant la Seconde Guerre mondiale, ont vécu dans sa maison d'été, "The Observatory", à Pitlochry. Tous deux sont enterrés dans le cimetière de l'église épiscopale de la Sainte Trinité à Pitlochry.
Le Pitlochry Festival Theatre a été fondé par John Stewart en 1951, à l'origine sous une tente dans le parc de Knockendarroch House à Lower Oakfield. La tente est devenue semi-permanente et est restée là pendant 30 ans jusqu'à l'ouverture du bâtiment actuel à Port-na-craig en 1981.
La ville a été récompensée par une médaille d'or lors du concours horticole Britain in Bloom (organisé par la Royal Horticultural Society en 2009, et a remporté la victoire dans la catégorie des petites villes.

## Jumelage
- Confolens, France

## Personnalités liées à Pitlochry
- Melanie Klein (1882-1960), psychanalyste et théoricienne de la psychanalyse, y passe plusieurs années au début de la Seconde Guerre mondiale
- Robert Watson-Watt (1892-1973), ingénieur britannique concepteur du réseau radar de la Chain Home y a vécu à partir des années 60 et y est enterré dans le cimetière de " l'Episcopal Church of the Holy Trinity "
- Katherine Jane Trefusis Forbes (1899 - 1971), épouse du précédent, directrice de la  Women's Auxiliary Air Force, était propriétaire de " The Observatory " où elle a vécu avec son mari et est enterrée à ses côtés

## Lieux et monuments
- Dunalastair situé à 18 miles à l'est de la ville

Pitlochry
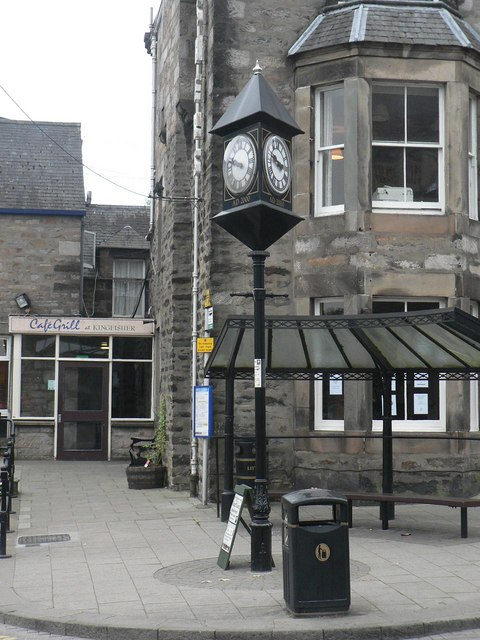
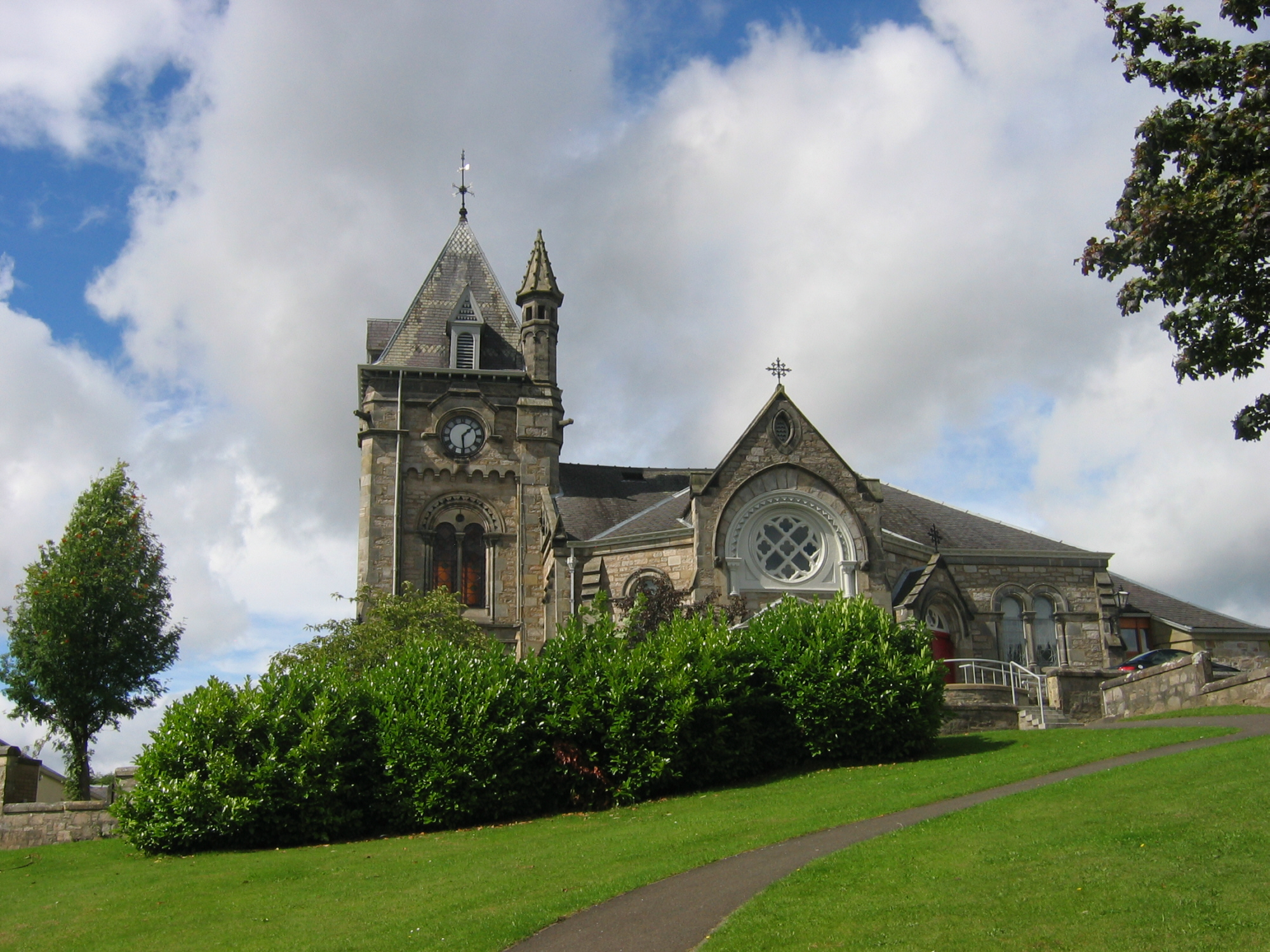
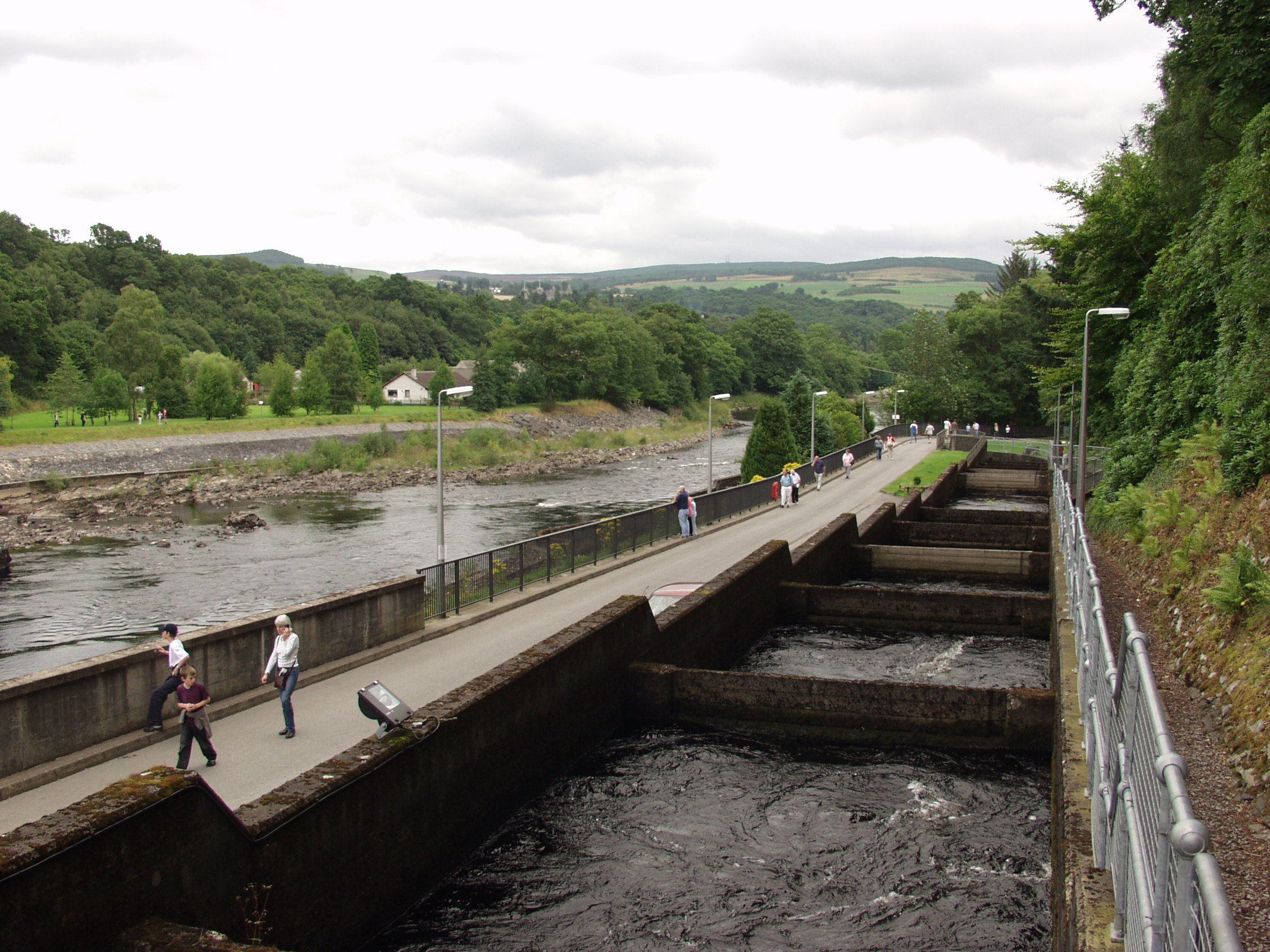
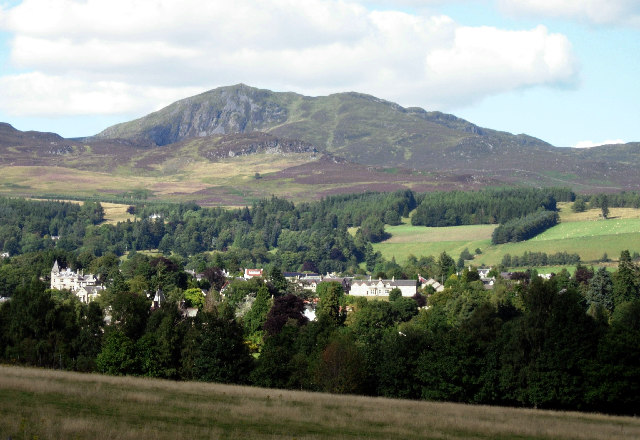